# Condado de Chester (Tennessee)
O Condado de Chester é um dos 95 condados do Estado americano do Tennessee. A sede do condado é Henderson, e sua maior cidade é Henderson. O condado possui uma área de 748 km² (dos quais 1 km² estão cobertos por água), uma população de 15 540 habitantes, e uma densidade populacional de 21 hab/km² (segundo o censo nacional de 2000). O condado foi fundado em 1875. Faz parte da região metropolitana de Jackson